# Amedeo Escobar
Amedeo Escobar (Pergola, 14 agosto 1888 – Viareggio, 16 novembre 1973) è stato un compositore e musicista italiano.

## Biografia
Nasce in piccolo centro delle Marche Pergola, da sempre attratto dalla musica, si trasferisce a Roma per frequentare i corsi di composizione e strumentazione, presso l'Accademia di Santa Cecilia, diplomandosi in composizione e violoncello.
Inizia la sua carriera come strumentista in varie orchestre da ballo, sino a formare un proprio complesso, con il quale esegue tra i primi vari pezzi di musica jazz, lavora anche in vari programmi radiofonici dell'EIAR, e come compositore per il teatro e il cinema, dove trova Alessandro Blasetti come primo committente per il commento musicale alla pellicola Resurrectio del 1931.
Negli anni 50, 60 partecipa a trasmissioni sia radiofoniche che televisive RAI, come compositore e direttore d'orchestra in vari programmi di varietà.
Negli anni 60 si ritira a Viareggio dove muore nel 1973, è sepolto nel cimitero del suo paese natale.

## Filmografia
- Resurrectio, regia di Alessandro Blasetti (1931)
- Kiki, regia di Raffaello Matarazzo (1934)
- L'ultimo dei Bergerac, regia di Gennaro Righelli (1934)
- Ho perduto mio marito, regia di Enrico Guazzoni (1937)
- Contessa di Parma, regia di Alessandro Blasetti (1937)
- La signora di Montecarlo, regia di Mario Soldati (1938)
- Alessandro, sei grande!, regia di Carlo Ludovico Bragaglia (1940)
- L'ebbrezza del cielo, regia di Giorgio Ferroni (1940)
- Capitan Tempesta, regia di Corrado D'Errico (1942)
- Il fanciullo del West, regia di Giorgio Ferroni (1942)
- Il leone di Damasco, regia di Enrico Guazzoni, Corrado D'Errico (1942)
- Macario contro Zagomar, regia di Giorgio Ferroni (1943)
- Tombolo, paradiso nero, regia di Giorgio Ferroni (1947)
- Vivere a sbafo, regia di Giorgio Ferroni (1949)
- Totò cerca moglie, regia di Carlo Ludovico Bragaglia (1950)
- Bellezze in bicicletta, regia di Carlo Campogalliani (1951)
- Sangue sul sagrato, regia di Goffredo Alessandrini (1951)
- Dramma sul Tevere, regia di Tanio Boccia (1952)